# 布卡恰恰
布卡恰恰（羅馬化：Bukachacha）是俄罗斯外贝加尔边疆区的市级镇，属车尔尼雪夫斯克区，位于外贝加尔边疆区中部，临阿吉塔河（属石勒喀河流域），在区行政中心车尔尼雪夫斯克北、边疆区首府赤塔东北方。
该地2021年人口有1,654人；2010年人口2,359；2002年人口3,525；1989年人口7,941。